# Emil Wojtaszek
Emil Jan Wojtaszek (ur. 22 sierpnia 1927 w Krakowie, zm. 17 czerwca 2017 w Warszawie) – polski dyplomata i polityk. Minister administracji, gospodarki terenowej i ochrony środowiska (1976), minister spraw zagranicznych (1976–1980) oraz poseł na Sejm PRL VIII kadencji.

## Życiorys
Syn Henryka i Antoniny. W latach 1929–1944 przebywał we Francji, pracując jako górnik (od 1941) i działając w tamtejszym ruchu oporu. Od 1944 do 1945 więziony był w hitlerowskim obozie koncentracyjnym w Dachau. W latach 1945–1950 ponownie przebywał we Francji, będąc komendantem Chorągwi, a od 1946 także komendantem głównym Związku Harcerstwa Polskiego. Należał do Francuskiej Partii Komunistycznej i od 1946 do Polskiej Partii Robotniczej, z którą w 1948 przystąpił do Polskiej Zjednoczonej Partii Robotniczej. Po powrocie do Polski w 1950 został działaczem Związku Młodzieży Polskiej. W latach 1950–1956 zasiadał w Zarządzie Głównym ZMP, był także m.in. od 1951 do 1952 jego starszym instruktorem. W latach 1952–1953 był przedstawicielem ZMP w Światowej Federacji Młodzieży Demokratycznej w Budapeszcie. Absolwent ekonomii w Wyższej Szkole Nauk Społecznych przy KC PZPR (1958). Od 1958 do 1965 był zastępcą dyrektora Międzynarodowego Instytutu Pokoju przy Światowej Radzie Pokoju w Wiedniu, a w latach 1965–1968 sekretarzem Ogólnopolskiego Komitetu Pokoju w Warszawie.
W latach 1968–1972 był pracownikiem Wydziału Zagranicznego Komitetu Centralnego PZPR (do 1971 jako starszy instruktor, a następnie jako zastępca kierownika). W 1971 zasiadł w Centralnej Komisji Kontroli Partyjnej. Od 1975 do 1976 był zastępcą członka, a w latach 1976–1981 członkiem KC PZPR. Od lutego 1980 do kwietnia 1981 był zastępcą członka Biura Politycznego KC PZPR, a od sierpnia 1980 do kwietnia 1981 sekretarzem KC.
W 1972 był podsekretarzem stanu w Ministerstwie Spraw Zagranicznych. W latach 1972–1976 był ambasadorem PRL we Francji, a w latach 1981–1984 we Włoszech i na Malcie.
Od marca 1976 do grudnia 1976 był ministrem administracji, gospodarki terenowej i ochrony środowiska, a następnie do sierpnia 1980 ministrem spraw zagranicznych w rządach Piotra Jaroszewicza i Edwarda Babiucha. W latach 1980–1982 był posłem na Sejm PRL VIII kadencji.
Członek Rady Naczelnej ZBoWiD w latach 1974–1990.
Zmarł 17 czerwca 2017 i został pochowany na Cmentarzu Wojskowym na Powązkach (kwatera A43-1-5).
Był żonaty z Barbarą z domu Karbowską (1928–2018).

## Odznaczenia
- Order Sztandaru Pracy I klasy
- Krzyż Komandorski Orderu Odrodzenia Polski
- Krzyż Oficerski Orderu Odrodzenia Polski
- Krzyż Kawalerski Orderu Odrodzenia Polski (1954)[3]
- Medal im. Ludwika Waryńskiego (1988)[4]
- Złota odznaka „Zasłużonemu w rozwoju województwa katowickiego” (1978)[5]
- Medal „20-lecia Światowej Rady Pokoju” (1969)[6]